# Great Wall Motors
Грејт Вол моторс (енгл. Great Wall Motors) је кинески произвођач аутомобила, основан 1984. године. Компанија је добила назив по Великом кинеском зиду. Тренутно је највећи кинески произвођач теренских аутомобила.
Грејт Вол моторс је 2015. године био шести произвођач аутомобила у Кини иза SAIC Motor, Changan Automobile, Dongfeng Motor, BAIC Motor и Geely са 869.592 произведена возила, а 23. у свету.
Грејт Вол је први приватни произвођач аутомобила у Кини и највећи независни произвођач чијим се акцијама тргује на берзи у Хонгконгу. Производи аутомобиле у три категорије: ховер теренски аутомобили H серије, стид лака комерцијална и Грејт Вол путничка возила. Поседује пет савремених производних погона у Кини. У Европи има погон у Бугарској и Русији. Располаже са сопственим погонима за производњу мотора и мењача и два савремена развојна центра и властитом лабораторијом за тестове судара. Компанија запошљава 60.000 радника у читавом свету.
Грејт Вол је и највећи извозник аутомобила. Своја возила извози у преко 130 земаља света, укључујући државе Европске уније. Грејт Вол је први произвођач чији аутомобили испуњавају најстроже европске стандарде. Тренутно је једини кинески произвођач који има постројења за производњу у Европској унији, односно у Бугарској. Заједно са бугарском компанијом Литекс моторс (Litex Motors) изградили су фабрику аутомобила у близини града Ловеч, која је почела са радом фебруара 2012. године.